# Salto hidráulico
El salto hidráulico fue investigado por primera vez experimentalmente por Giorgio Bidone, científico italiano, en 1818. El salto hidráulico es conocido también como una onda estacionaria.

## Definición
El salto hidráulico es un fenómeno de la ciencia en el área de la hidráulica, frecuentemente observado en canales abiertos (naturales o artificiales). Cuando un fluido a altas velocidades descarga a zonas de menores velocidades, se presenta una ascensión abrupta en la superficie del fluido. Este fluido es frenado bruscamente e incrementa la altura de su nivel, convirtiendo parte de la energía cinética inicial del flujo en energía potencial y sufriendo una inevitable pérdida de energía en forma de calor. En un canal abierto, este fenómeno se manifiesta como el fluido con altas velocidades rápidamente frenando y elevándose sobre sí mismo, de manera similar a como se forma una onda-choque.

## Aplicaciones
Las aplicaciones prácticas del salto hidráulico son muchas. A modo de ejemplo, cabe mencionar su uso para:
- Disipar la energía del agua escurriendo por los vertederos de las presas y otras obras hidráulicas, y evitar así la socavación aguas abajo de la obra;
- Recuperar altura o levantar el nivel del agua sobre el lado aguas abajo de un canal de medida y así mantener alto el nivel del agua en un canal para riego u otros propósitos de distribución de agua;
- Incrementar peso en la cuenca de disipación y contrarrestar así el empuje hacia arriba sobre la estructura;
- Incrementar la descarga de una esclusa manteniendo atrás el nivel aguas abajo, ya que la altura será reducida si se permite que el nivel aguas abajo ahogue el salto;[3]
- Mezclar las sustancias químicas usadas para purificar el agua;
- Airear el agua para abastecimiento a las ciudades.

## Condiciones para la formación del salto hidráulico

### Canales rectangulares horizontales
Para un flujo supercrítico en un canal horizontal rectangular, la energía del flujo se disipa progresivamente a través de la resistencia causada por la fricción a lo largo de las paredes y del fondo del canal, resultando una disminución de velocidad y un aumento de la profundidad en la dirección del flujo. Un salto hidráulico se formará en el canal si el número de Froude (Fr) del flujo, la profundidad (y1) y una profundidad aguas abajo (y2) satisfacen la ecuación:
{\displaystyle {\frac {y_{1}}{y_{2}}}={\frac {1}{2}}({\sqrt {1+8F_{r}^{2}}}-1)}
Esta ecuación se deduce de la conservación del momento específico, ya que en un resalto hidráulico se conserva el momento específico. La energía específica, por el contrario, por ser el resalto un fenómeno muy turbulento, se disipa, luego no se conserva.

## Tipos de salto hidráulico
Los saltos hidráulicos se pueden clasificar, de acuerdo con el U.S. Bureau of Reclamation, de la siguiente forma, en función del número de Froude del flujo aguas arriba del salto (los límites indicados no marcan cortes nítidos, sino que se superponen en una cierta extensión dependiendo de las condiciones locales):
- Para Fr = 1,0: el flujo es crítico, y no se forma ningún salto.
- Para Fr > 1,0 y < 1,7: la superficie del agua muestra ondulaciones, y el salto es llamado salto ondular.

- Para Fr > 1,7 y < 2,5: tenemos un salto débil. Este se caracteriza por la formación de pequeños rollos.

- Para Fr > 2,5 y < 4,5: se produce un salto oscilante. Se produce un chorro oscilante entrando al salto del fondo a la superficie una y otra vez sin periodicidad. Cada oscilación produce una gran onda de período irregular que puede viajar varios kilómetros causando daños aguas abajo en bancos de tierra y márgenes.

- Para Fr > 4,5 y < 9,0: se produce un salto llamado salto permanente. La extremidad aguas abajo del rollo de la superficie y el punto en el cual el chorro de alta velocidad tiende a dejar el flujo ocurre prácticamente en la misma sección vertical. La acción y posición de este salto son menos sensibles a la variación en la profundidad aguas abajo. El salto está bien balanceado y el rendimiento en la disipación de energía es el mejor, variando entre el 45 y el 70 %.

- Para Fr = 9,0 o mayor: se produce el llamado salto fuerte. El chorro de alta velocidad choca con bloques de agua intermitentes que circulan aguas abajo, generando ondas aguas abajo, y puede prevalecer una superficie áspera. La efectividad del salto puede llegar al 85 %.

## Características básicas del salto hidráulico
Las principales características de los saltos hidráulicos en canales rectangulares horizontales son:

### Pérdida de energía
La pérdida de energía en el salto es igual a la diferencia en energía específica antes y después del salto. Se puede mostrar que la pérdida es:
{\displaystyle \delta E=E_{1}-E_{2}={\frac {(y_{2}-y_{1})^{3}}{4.y_{1}.y_{2}}}}
La relación {\displaystyle {\frac {\delta E}{E_{1}}}} se conoce como pérdida relativa.

### Eficiencia
La relación de la energía específica después del salto a aquella antes del salto se define como eficiencia del salto. Se puede mostrar que la eficiencia del salto es:
{\displaystyle {\frac {E_{2}}{E_{1}}}={\frac {(8F_{r}^{2}+1)^{3/2}-4F_{r}^{2}+1}{8F_{r}^{2}(2+F_{r}^{2})}}}
Esta ecuación indica que la eficiencia de un salto es una función adimensional, dependiendo solamente del número de Froude del flujo antes del salto.